# Charles Francis Adams
Charles Francis Adams (Boston, 18 de agosto de 1807 – Boston, 21 de novembro de 1886) foi um advogado, político, diplomata e escritor americano. Era neto do presidente John Adams e de Abigail Adams e filho do presidente John Quincy Adams.

## Biografia

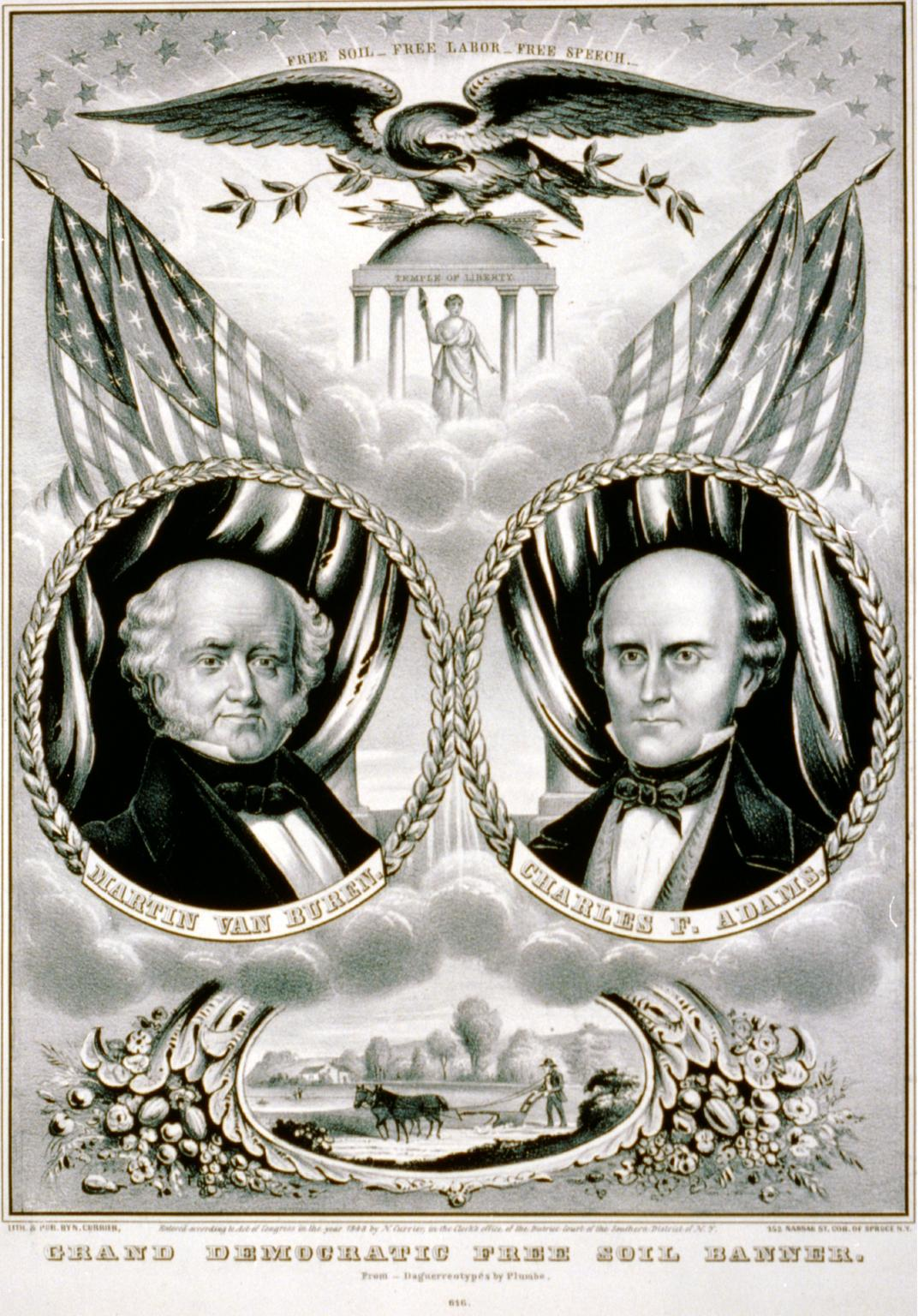
Poster da campanha de Van Buren/Adams.

Adams nasceu em Boston, e estudou na Boston Latin School e no Harvard College, onde graduou-se em 1825. Em seguida, estudou Direito com Daniel Webster, e atuou como advogado em Boston. Escreveu várias resenhas de obras sobre a história americana e britânica para a North American Review.
Adams foi eleito para a Câmara dos Representantes de Massachusetts, em 1841, serviu no senado estadual 1844-1845, fundou e editou o jornal Boston Whig em 1846, e foi candidato vencido do Partido Solo Livre para vice-presidente dos Estados Unidos em 1848. Em 1872, ele foi novamente nomeado para vice-presidente, desta vez pelos assim chamados "Democratas honestos", que foram alienados pelos Democratas à candidatura presidencial de Horace Greeley.
Como republicano, Adams foi eleito para a Câmara dos Representantes dos Estados Unidos em 1858, onde presidiu a Comissão de Fábricas. Renunciou para se tornar ministro de Abraham Lincoln (embaixador) dos Estados Unidos no Reino Unido 1861-1868. O poderoso senador de Massachusetts, Charles Sumner queria a posição, e tornou-se inimigo de Adams. A Grã-Bretanha já havia reconhecido a beligerância da Confederação, mas Adams foi fundamental na manutenção da neutralidade britânica e impediu o reconhecimento diplomático britânico da Confederação, durante a Guerra Civil Americana. Parte dos seus deveres incluía a correspondência com civis britânicos, incluindo Karl Marx e a Associação Internacional dos Trabalhadores. Adams e seu filho, Henry Adams, que atuou como seu secretário particular, também ocuparam-se em acompanhar as intrigas diplomáticas confederadas e a construção de navios cargueiros rebeldes por estaleiros navais britânicos (como o hull N° 290, lançado como "Enrica" por John Laird & Sons, e que logo foi transformado, perto dos Açores, no sloop-of-war CSS Alabama).
De volta a Boston, Adams recusou a presidência da Universidade Harvard, mas tornou-se um dos seus supervisores em 1869. Em 1870, Charles Francis Adams construiu a primeira biblioteca presidencial nos Estados Unidos, em homenagem ao seu pai John Quincy Adams. A Stone Library possui mais de 14 000 livros escritos em doze línguas. A biblioteca está localizada na "Old House", no Parque Histórico Nacional Adams em Quincy, Massachusetts. Durante o polêmico colégio eleitoral de 1876, Adams apoiou o democrata Samuel J. Tilden, ao invés do republicano Rutherford B. Hayes para a presidência.
Charles Francis Adams morreu em Boston, em 21 de novembro de 1886, e foi enterrado no Cemitério Monte Wollaston, Quincy.
Seus filhos com Abigail Brown Brooks foram:
- Louisa Catherine Adams (1831–1870) casou com Charles Kuhn;
- John Quincy Adams II (22 de setembro de 1833 – 14 de agosto de 1894);
- Charles Francis Adams, Jr. (27 de maio de 1835 - 20 de maio de 1915);
- Henry Brooks Adams (16 de fevereiro de 1838 - 27 de março de 1918);
- Arthur Adams (1841–1846);
- Mary Gardiner Adams (1845–1928) casou com Dr. Henry Parker Quincy;
- Peter Chardon Brooks Adams (24 de junho de 1848 - 13 de fevereiro de 1927).